# Chorlton-on-Medlock
Ne doit pas être confondu avec Chorlton-cum-Hardy.

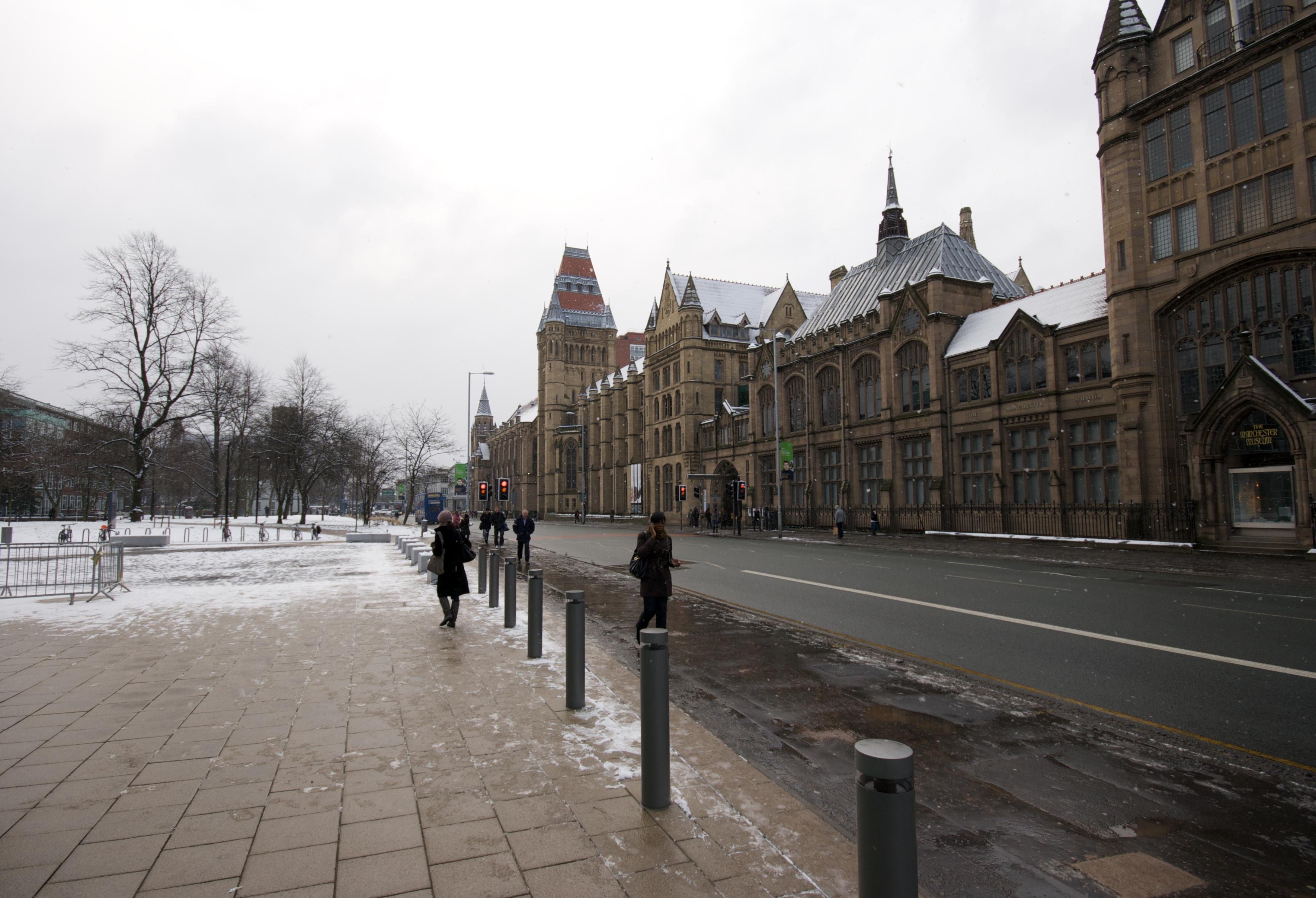
Oxford Road, une vue vers l'université et le musée de Manchester.

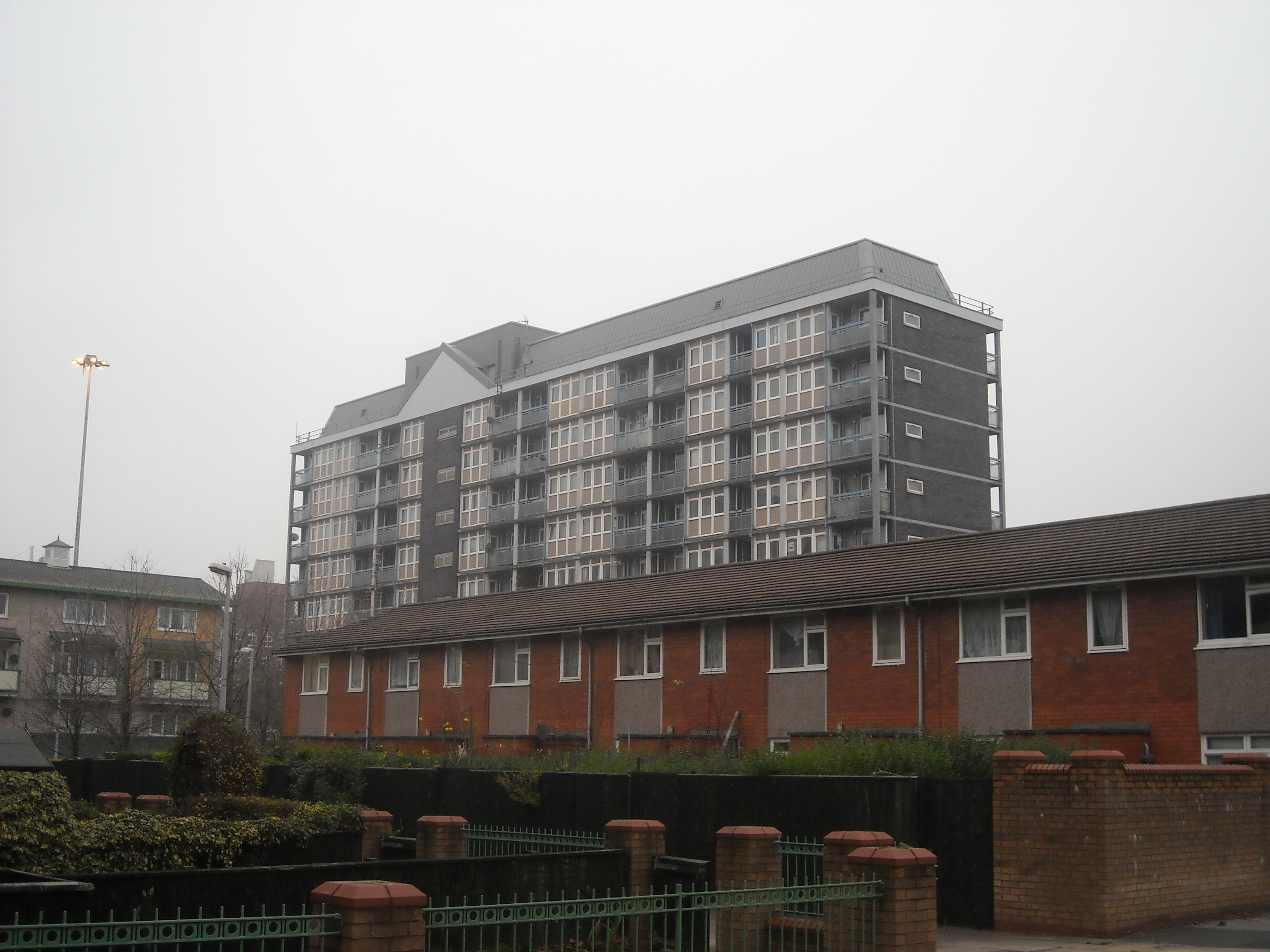
Chorlton-on-Medlock.

Chorlton-on-Medlock est une aire urbaine dans l'agglomération de Manchester, au nord-ouest de l'Angleterre. 
À l'origine, Chorlton-on-Medlock était situé dans le Lancashire. Cette ancienne ville aujourd'hui incluse dans Manchester est délimitée au nord par la Medlock qui passe juste au sud du centre-ville de Manchester, et sur ses autres côtés par Stockport Road, Hathersage Road, Moss Lane East et Boundary Lane. 

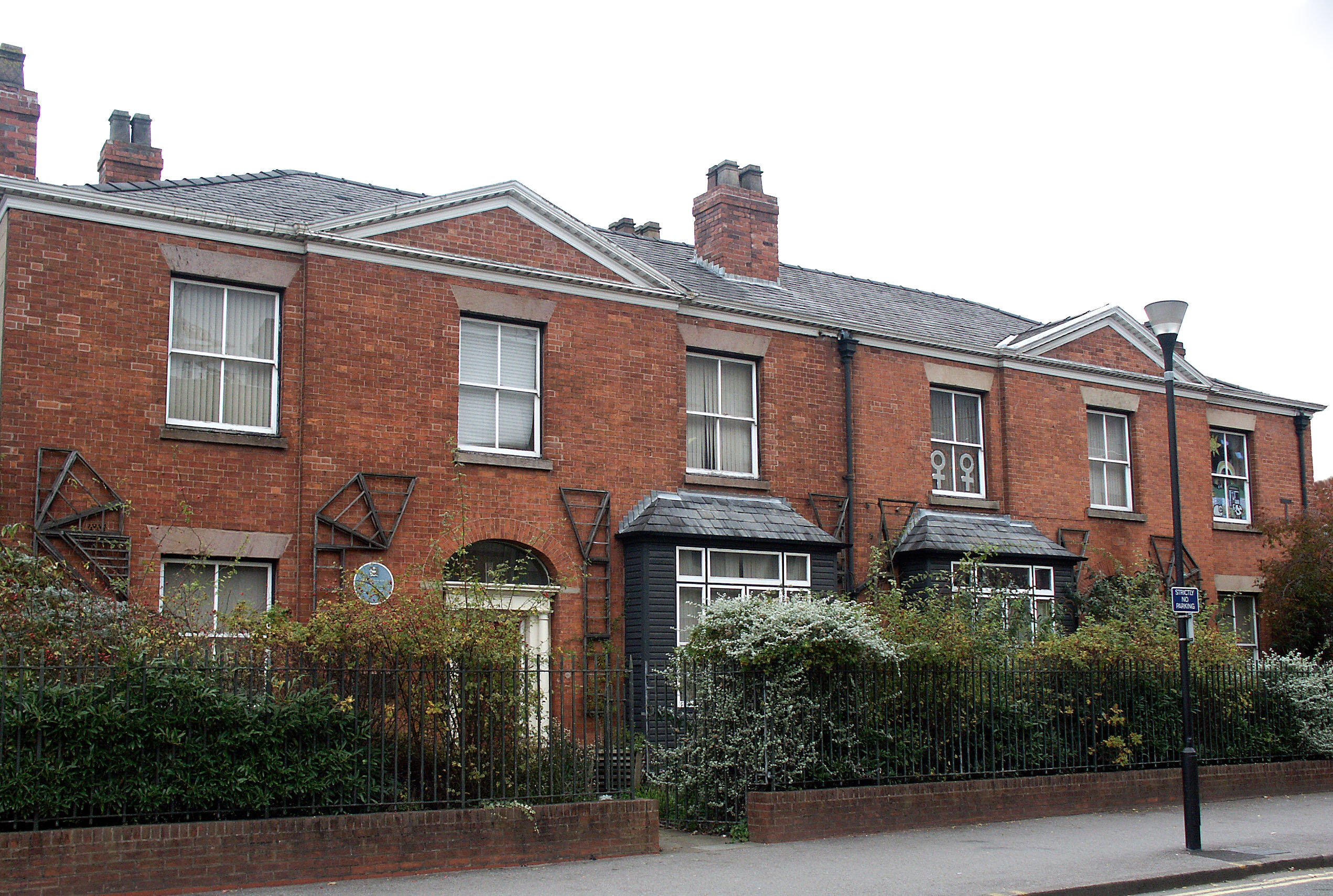
Le Centre Pankhurst, Nelson Street; ancienne maison de la famille Pankhurst.

Les districts voisins sont ceux de Hulme à l'ouest, Ardwick à l'est et Victoria Park, Rusholme et Moss Side au sud. Une grande partie du district, le long de Oxford Road, est occupée par le campus de l'université de Manchester, l'université métropolitaine de Manchester, et le Royal Northern College of Music. Au sud du campus d'Oxford Road se trouve un groupe d'hôpitaux contigus parmi lesquels on trouve le Manchester Royal Infirmary, à l'ouest duquel se trouve Whitworth Park.

## Personnalités liées
- Lawrence Atkinson (1873-1931), artiste née dans cette ville.
- Mabel Capper, suffragette, y est née
- David Lloyd George, homme d'état
- Emmeline Pankhurst, suffragiste